# Barém (ilha)
A ilha do Barém (em árabe: جزيرة البحرين Jazīrah al-Baḥrayn), também conhecida como ilha al-Awal, é a maior ilha dentro do arquipélago do Barém, e forma a maior parte da massa de terra que constitui o país enquanto hospeda a maioria de sua população.
O capitão português António Correia e seu irmão Aires Correia, mais cerca de 200 soldados, no século XVI, tomaram esta ilha, que estava fortificada. Foi este feito tão ilustre e de tanta glória para aquele famoso militar, que desde então juntou ao apelido de Correia o de Barém, que se continuou em sua nobre descendência.